# No One Can Do It Better
No One Can Do It Better – debiutancki album amerykańskiego rapera The D.O.C.'a. Został wydany 16 czerwca, 1989 roku. Został zatwierdzony jako złota płyta, następnie jako platyna, 24 kwietnia, 1994 roku.
Album został umieszczony na liście Stu Najlepszych Rapowych Albumów (z ang. 100 Best Rap Albums) magazynu The Source.

## Lista utworów
| Nr | Tytuł                        | Producent(ci)     | Wykonawcy             | Kompozytorzy                                   | Sample |
| -- | ---------------------------- | ----------------- | --------------------- | ---------------------------------------------- | --- |
| 1  | „It's Funky Enough”          | Dr. Dre           | The D.O.C.            | Tracy Curry Andre Young                        | Foster Sylvers – „Misdemeanor” Lightnin’ Rod – „Brother Hominy Grit”, James Brown – „It’s a New Day (Live)” „N.W.A” – 8 Ball” |
| 2  | „Mind Blowin'”               | Dr. Dre           | The D.O.C.            | Tracy Curry Andre Young                        | Melvin Bliss – "Synthetic Substitution", Heatwave – "Mind Blowin’ Decisions", Honey Drippers – "Impeach the President", Sly and the Family Stone – „I Want to Take You Higher”, Roy Ayers – „Boogie Back”, Kool Moe Dee – „Go See The Doctor” |
| 3  | „Lend Me an Ear”             | Dr. Dre           | The D.O.C.            | Tracy Curry Andre Young                        | Eddie Bo – „Hook and Sling” Lyn Collins – „Think (About It)” |
| 4  | „Comm. Blues”                | Dr. Dre           | The D.O.C., Michel’le | Tracy Curry Andre Young                        | |
| 5  | „Let the Bass Go”            | Dr. Dre           | The D.O.C.            | Tracy Curry Andre Young                        | James Brown – "Funky Drummer" Isaac Hayes – "No Name Cafe" The Beastie Boys – „The New Style” |
| 6  | „Beautiful But Deadly”       | Dr. Dre           | The D.O.C.            | Tracy Curry Andre Young                        | Funkadelic – „Cosmic Slop” Syl Johnson – „Different Strokes” |
| 7  | „The D.O.C. & the Doctor”    | Dr. Dre           | The D.O.C.            | Tracy Curry Andre Young                        | Funkadelic – „Good Ole Music” |
| 8  | „No One Can Do It Better”    | Dr. Dre           | The D.O.C.            | Tracy Curry Andre Young                        | |
| 9  | „Whirlwind Pyramid”          | Dr. Dre           | The D.O.C.            | Tracy Curry Andre Young                        | Parliament – „Getting to Know You” Yellow Sunshine – „Yellow Sunshine” |
| 10 | „Comm. 2"                    | Dr. Dre           | The D.O.C., MC Ren    | Tracy Curry Andre Young                        | B.T. Express – „If it Don’t Turn You on (You Outta Leave it Alone)”, Sly and the Family Stone – „If You Want Me to Stay” |
| 11 | „The Formula”                | Dr. Dre           | The D.O.C., Dr. Dre   | Tracy Curry Andre Young                        | Marvin Gaye – „Inner City Blues (Make Me Wanna Holler)” |
| 12 | „Portrait of a Master Piece” | Dr. Dre           | The D.O.C.            | Tracy Curry Andre Young                        | The JB’s – „Blow Your Head”, Teddy Pendergrass – „You Can’t Hide from Yourself”, Charles Earland – „Intergalactic Love Song” |
| 13 | „The Grand Finalé”           | Dr. Dre, DJ Yella | The D.O.C, N.W.A      | Tracy Curry, Lorenzo Patterson, O’Shea Jackson | Parliament – „Chocolate City” |

## Single
| Informacje o singlu                                                                               |
| ------------------------------------------------------------------------------------------------- |
| „The D.O.C. & the Doctor” - Data wydania: 5 października, 1989 - B-side: „SomethingTaBumpInYaCar” |
| „It's Funky Enough” - ata wydania: 1989 - B-side: „No One Can Do It Better”                       |
| „The Formula” - ata wydania: 1989 - B-side: „Whirlwind Pyramid”                                   |
| „Mind Blowin'” - ata wydania: 1989 - B-side: „Portrait of a Master Piece (Remix)”                 |

## Notowania
| Notowanie (1989)       | Najwyższa pozycja |
| ---------------------- | ----------------- |
| Billboard 200          | 20                |
| Top R&B/Hip Hop Albums | 1                 |